# Wayne Mardle
Wayne Elliot Mardle (* 10. Mai 1973 in Dagenham, London) ist ein ehemaliger englischer Dartspieler der Professional Darts Corporation (PDC) und British Darts Organisation (BDO).

## Werdegang
Mardle begann mit dem Dartsport im Alter von 11 Jahren, als er mit seinem Vater zu üben begann. Sein erster Wurf mit 180 Punkten – der mit drei Darts maximal erreichbaren Punktzahl – gelang ihm bereits zwei Wochen nachdem er mit dem Spielen begonnen hatte. Er wurde schnell besser als sein Vater und gewann 1986 an seinem 13. Geburtstag sein erstes Turnier in einem Pub namens „Double Top“.
Seit 2000 ist er unter dem Spitznamen „Hawaii 501“ bekannt: zum einen, da er seit 1998 auf der Bühne in Hawaiihemden auftritt, zum anderen ist 501 die Startpunktzahl eines Legs im Dartsport. Der Name ist auch eine Anspielung auf die US-Fernsehserie Hawaii Fünf-Null. Bedingt durch sein legeres Auftreten und Verhalten auf der Bühne (beispielsweise Tanzen zur Pausenmusik) wurde er zu einem Publikumsliebling.
Auch wenn er zwischenzeitlich den 5. Platz in der Weltrangliste erreicht hatte, konnte er keinen Turniersieg in einem der großen Wettkämpfe („PDC-Majors“) für sich verbuchen – zwar konnte er in den Jahren 2004 und 2005 das Finale im Las Vegas Desert Classic erreichen, verlor beide Spiele jedoch gegen Phil Taylor. Bei der PDC-Weltmeisterschaft 2006 erreichte Mardle das Halbfinale, unterlag dort aber ebenfalls in einer engen Partie Phil Taylor mit 5:6 in den Sätzen.
Am 29. Dezember 2007 gelang es ihm im Viertelfinale der World Darts Championship, der von der Professional Darts Corporation ausgerichteten Dartweltmeisterschaft 2008, als erster Spieler, den Rekordweltmeister Phil Taylor vorzeitig aus dem Turnier zu werfen. Taylor war bis dahin immer ins Finale eingezogen. Mardle unterlag im Halbfinale am Folgetag gegen den Qualifikanten Kirk Shepherd mit 4:6 in den Sätzen.
Wayne Mardle war von 2002 bis zu ihrem Tod 2024 mit seiner Frau Donna verheiratet, die ebenfalls dem Dartsport nachging – allerdings nur auf semi-professionellem Niveau.
Mardle sagt über sich selbst, wäre er kein professioneller Dartspieler geworden, dann wäre er Fernsehmoderator. Er begründet diese Aussage damit, dass er Unsinn wie alle Fernsehmoderatoren reden kann (engl.: "I can talk crap like them all").
In letzter Zeit befindet sich Wayne Mardle öfter in Deutschland und nimmt an sogenannten Exhibitions teil, Show-Dartspielen, bei denen er dem Publikum diverse Dartkunststücke präsentiert.
2012 beendete er seine Turnierlaufbahn.
Seit dem Ende seiner aktiven Laufbahn begleitet er für Sky Sports die großen TV-Turniere, wie beispielsweise die World Darts Championship, als Experte.
Am 7. Januar 2017 trat er als einer von acht Profis bei der Promi-Darts-WM 2017 auf Pro7 an. Seine Teampartnerin war die Sportmoderatorin Laura Wontorra.

## Titel

### BDO
- Weitere
  - 1989: British Teenage Open

### PDC
- Pro Tour
  - Players Championships:
    - Players Championships 2004: 2
    - Players Championships 2007: 11, 17

  - UK Open Qualifiers:
    - UK Open Qualifiers 2003/04: 8
- Weitere
  - 2001: Denmark Open
  - 2002: Vauxhall Autumn Pro, Vauxhall Autumn Open
  - 2003: Vauxhall Autumn Pro
  - 2004: Vauxhall Spring Open

## Weltmeisterschaftsresultate

### BDO
- 2000: 1. Runde (1:3-Niederlage gegen  Matt Clark)
- 2001: Halbfinale (3:5-Niederlage gegen  John Walton)
- 2002: Viertelfinale (4:5-Niederlage gegen  Colin Monk)

### PDC
- 2003: Achtelfinale (3:5-Niederlage gegen  Phil Taylor)
- 2004: Halbfinale (2:6-Niederlage gegen  Phil Taylor)
- 2005: Halbfinale (4:6-Niederlage gegen  Mark Dudbridge)
- 2006: Halbfinale (5:6-Niederlage gegen  Phil Taylor)
- 2007: 1. Runde (2:3-Niederlage gegen  Alan Caves)
- 2008: Halbfinale (4:6-Niederlage gegen  Kirk Shepherd)
- 2009: Achtelfinale (0:4-Niederlage gegen  Co Stompé)
- 2010: 1. Runde (0:3-Niederlage gegen  Jyhan Artut)